# Йохан I (Саган)
Йохан I (на полски: Jan I żagański; на немски: Johann I von Sagan, Johann I von Glogau-Sagan, * 1385, † 12 април 1439) е през 1403 – 1413 г. херцог на (полу/херцогство) Глогов и от 1413 г. до смъртта му 1439 г. херцог на Саган.

## Биография
Той произлиза от силезките Пясти в Глогов и е най-възрастният син на херцог Хайнрих VIII († 1397) и Катарина († 1420), дъщеря на херцог Владислав Ополчик, който е праправнук на княгиня Виола Ополска, племенница на българския цар Иван Асен II.
След смъртта на баща му през 1397 г. при рицарски турнир, майка му поема регентството. Чичо му херцог Рупрехт I от Легница († 1409) e опекун на Йохан I и братята му Хайнрих IX, Хайнрих X и Вацлав (Венцел). От 1403 г. пълнолетният Йохан I управлява Глогов и Саган и е опекун на братята си. През 1413 г. за него се отделя Саган и той трябва да се откаже от наследството в херцогската част на Глогов, което от 1413 до 1418 г. заедно управляват братята му Хайнрих X, Хайнрих IX и Вацлав.
Йохан I помага като командир на войска през 1428 г. при град Явор на бохемския крал Сигизмунд Люксембургски в борбата против хуситите.
След смъртта на братята му Хайнрих X през 1423 г. и на Вацлав през 1430/31 г. се стига до военен конфликт между Йохан I и Хайнрих IX, който наследил голямото Херцогство Глогов.
Йохан I умира през 1439 г. и според неговото завещание Саган е наследен от четиримата му синове Балтазар, Венцел, Рудолф и Йохан II. Те разделят Саган на две половини, трябва да постъпят обаче в чужда военна служба, за да имат доходи.

## Фамилия
Йохан I се жени през 1405/1409 г. за Шоластика (Схоластика) от Саксония-Витенберг (1393 – 1463), дъщеря на курфюрст Рудолф III от Саксония-Витенберг от род Аскани и Барбара от Легница от род Пясти. Те имат децата:
- Балтазар († 1472), херцог на Саган [1]
- Рудолф († 1453), херцог на Саган
- Вацлав († 1488), херцог на Саган
- Йохан II († 1504), херцог на Саган и на Глогов
- Анна († ок. 1437), ∞ граф Албрехт VIII фон Линдов-Рупин († 1460)
- Хедвиг († 1497), ∞ 1432 княз Бернхард VI фон Анхалт-Бернбург († 1468)
- Маргарета († 1491), ∞ 1. ок. 1435 граф Фолрад II фон Мансфелд († 1450); ∞ 2. Хайнрих XI фон Хонщайн-Витенберг († 1454); ∞ 3. ок. 1457 Хайнрих III фон Брауншвайг-Грубенхаген († 1464)
- Барбара († 1476)
- Шоластика († ок. 1489)
- Агнес († 1475)